# Schwälbchen Molkerei

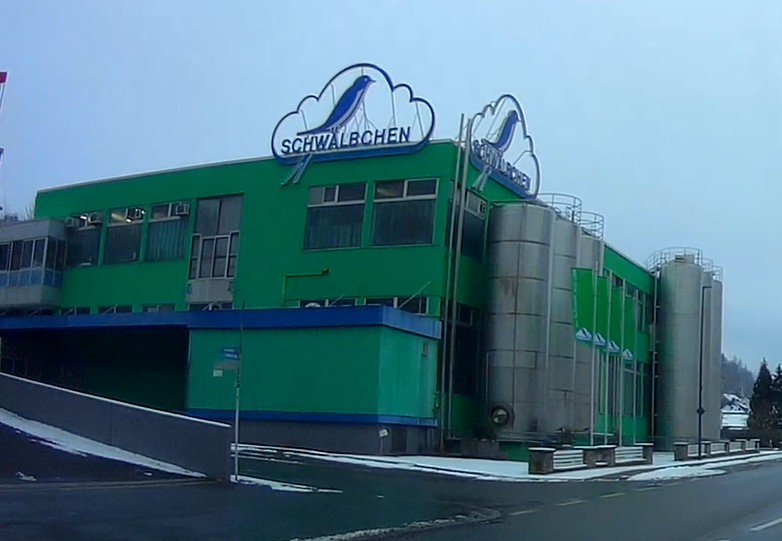
Sitz der Schwälbchen Molkerei in Bad Schwalbach

Die Schwälbchen Molkerei Jakob Berz AG ist eine deutsche Molkerei mit Sitz in Bad Schwalbach im Rheingau-Taunus-Kreis in Hessen. Das Unternehmen wurde am 1. Dezember 1938 gegründet. Die Haupt-Produktionsstätte befindet sich ebenfalls in Bad Schwalbach. Schwälbchen ist hauptsächlich im regionalen Bereich tätig (Süd- und Mittelhessen sowie in Teilen der Nachbarbundesländer Rheinland-Pfalz, Baden-Württemberg und Bayern). Eiskaffee und ethnische Produkte (wie z. B. Ayran) werden jedoch auch überregional vertrieben. Über den Schwälbchen Frischdienst werden auch Großverbraucher beliefert.

## Kennzahlen
Die Milchnummer des Betriebes ist HE 13. 2012 wurden 147,6 Millionen Kilogramm Milch verarbeitet. Der konsolidierte Umsatz der gesamten Schwälbchen-Gruppe betrug 205,6 Millionen Euro, die Konzernbilanzsumme 59,023 Millionen Euro. Die Anzahl der Beschäftigten lag jahresdurchschnittlich bei 385 Personen, davon 150 am Standort Bad Schwalbach. Das Investitionsvolumen erreichte 2,3 Millionen Euro. Seit 2004 wird das Unternehmen vom Kaufmann Günter Berz-List als Alleinvorstand geführt.

## Geschichte

Das Stadtwappen von Bad Schwalbach als Grundlage des ersten Firmenlogos

Am 1. Dezember 1938 wurde das Unternehmen in Bad Schwalbach von dem Molkereimeister Jakob Berz als Privatmolkerei mit 15 Mitarbeitern gegründet. Jakob Berz stammte aus Babenhausen und wuchs auf einem Bauernhof auf, wo sein Vater Georg Berz neben der Landwirtschaft eine Hofmolkerei betrieb. Jakob Berz wollte eine eigene Molkerei gründen. Der Reichsnährstand untersagte eine Gründung im Raum Darmstadt, weil es dort schon zu viele Hofmolkereien gäbe, und bot drei andere Standorte für eine Betriebsgründung an, die bislang einen Mangel an Molkereien verzeichneten, darunter auch Bad Schwalbach. Er erhielt eine Konzession für die Verarbeitung der gesamten in 34 Ortschaften anfallenden Milch in Bad Schwalbach und Umgebung. Die neu gegründete Landmolkerei kam fast unbeschadet durch den wenig später ausgebrochenen Zweiten Weltkrieg. Nur beim Einmarsch amerikanischer Truppen musste die Produktion für zwei Tage unterbrochen werden.
Seit den 1950er Jahren benutzte die Molkerei erstmals die Schwalbe als Firmenemblem, und zwar ursprünglich in der Form, dass in das Bad Schwalbacher Stadtwappen, das eine Schwalbe zeigt, der Schriftzug MOLKEREI BERZ integriert wurde. In dieser Zeit entfiel zudem die gesetzliche Beschränkung der Absatzgebiete, so dass von Bad Schwalbach aus auch mehr und mehr das Rhein-Main-Gebiet beliefert werden konnte. In den 1960er Jahren erscheint im Logo eine Schwalbe auf Telefondrähten und das Wort Schwälbchen. Milch wird als Schwälbchen Milch vermarktet. Von 1968 bis 1978 wird der Betriebsstandort Bad Schwalbach umfassend ausgebaut und erweitert. Das Milcheinzugsgebiet wurde über ganz Mittel- und Südhessen und den Westerwald ausgedehnt. 1978 firmiert die Molkerei Jakob Berz KG um zur SCHWÄLBCHEN Molkerei Jakob Berz GmbH. Das Schwälbchen-Logo wird in der Form zum eingetragenen Warenzeichen, dass eine Schwalbe auf den Umlaut-Punkten von SCHWÄLBCHEN sitzt. Im selben Jahr wird die SCHWÄLBCHEN Frischdienst GmbH in Mainz-Mombach gegründet. 1952 übernahm die Molkerei die Anteile der Wiesbadener Molkerei-Gesellschaft (WMG). In den 1980er Jahren überschritt der Umsatz die Grenze von 100 Millionen DM bei etwa 125 Mitarbeitern. 1988 wurde aus der GmbH die SCHWÄLBCHEN Molkerei Jakob Berz AG und mit der Zweigniederlassung in Marburg ein zweiter, 2011 wieder aufgegebener, Molkereistandort eröffnet. Im Jahr 2004 kam zum Frischdienst-Standort Mainz noch der Standort Ilsfeld hinzu und 2012 die Kurt Ullrich GmbH in Korntal-Münchingen.